# Ludwig Thuille
 (juillet 2025).
Si vous disposez d'ouvrages ou d'articles de référence ou si vous connaissez des sites web de qualité traitant du thème abordé ici, merci de compléter l'article en donnant les références utiles à sa vérifiabilité et en les liant à la section « Notes et références ».
Ludwig Wilhelm Andreas Maria Thuille est un compositeur, pédagogue et théoricien autrichien, né à Bozen (Tyrol) – actuellement Bolzano en Italie – le 30 novembre 1861 et mort à Munich (Allemagne) le 5 février 1907.

## Biographie
Il étudie la musique à Innsbruck (Autriche) à partir de 1877 (il y rencontre Richard Strauss avec lequel il se liera d'amitié), puis à l'Académie de Musique (Akademie der Tonkust) de Munich à partir de 1879, notamment la composition avec Josef Rheinberger. Diplômé de cette Académie en 1882, il y enseigne à son tour dès l'année suivante (1883), d'abord le piano et l'harmonie, ainsi que la théorie musicale, avant de reprendre en 1903, au décès de Rheinberger, sa classe de composition. Parmi ses élèves, mentionnons le chef d'orchestre Hermann Abendroth et les compositeurs Ernest Bloch, Walter Braunfels, Walter Courvoisier et Rudi Stephan, le pianiste Josef Pembaur.

## Œuvre
Comme compositeur romantique, on lui doit des pièces pour piano, une sonate pour orgue, de la musique de chambre, des œuvres avec orchestre (dont un concerto pour piano et une symphonie), des musiques de scène, des pièces pour voix soliste(s) (notamment des Lieder avec piano) et musique chorales, ainsi que quatre opéras (le dernier inachevé).

### Musique de chambre
- 1878 : Quatuor à cordes no 1 en la majeur sans numéro d'opus ;
- 1880 : Sonate no 1 pour violon et piano en ré mineur op. 1 ; Sonate pour orgue en la mineur op. 2 ; Quintette avec piano no 1 en sol mineur sans op. ;
- 1881 : Quatuor à cordes no 2 en sol majeur sans op. (inachevé) ;
- 1885 : Trio avec piano en mi bémol majeur sans op. ;
- 1888 : Sextuor pour piano et vents en fa majeur op. 6 ;
- 1901 : Quintette avec piano no 2 en mi bémol majeur op. 20 ;
- 1902 : Sonate pour violoncelle et piano en ré mineur op. 22 ;
- 1904 : Sonate no 2 pour violon et piano en mi mineur op. 30.

### Orchestre

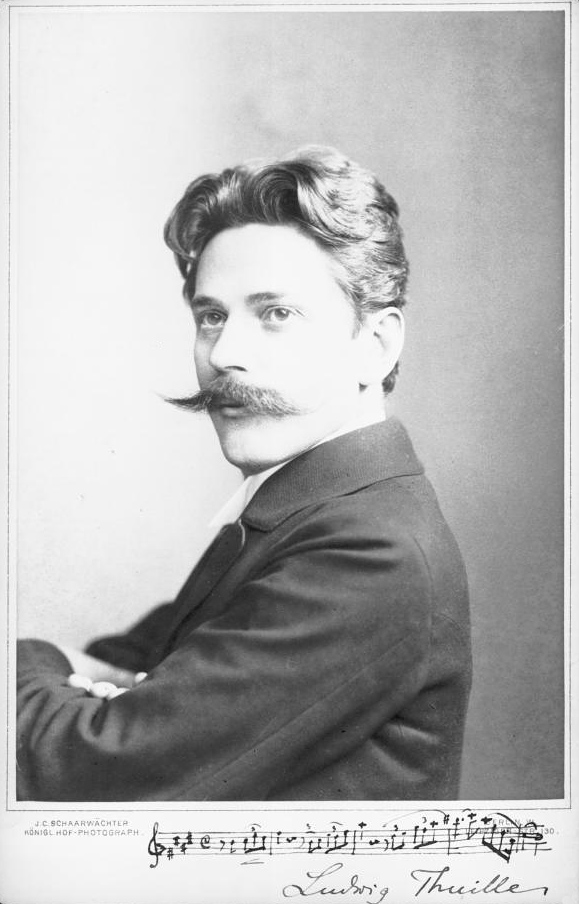
Ludwig Thuille en 1899.

- 1880 : Ouverture Le Printemps (Frühlingsouvertüre) sans op. ;
- 1882 : Concerto pour piano en ré majeur sans op. ;
- 1886 : Symphonie en fa majeur sans op. ;
- 1893 : Fridolin, cantate pour soli, chœur d'hommes et orchestre sans op. ;
- 1896 : Ouverture romantique (Romantische Ouvertüre) op. 16.

### Musiques de scène et Opéras
- 1897 : Theuerdank, opéra sans op. ;
- 1898 : Lobetanz, opéra sans op. ;
- 1900 : Die Tanzhexe, mélodrame dansé sans op. ;
- 1901 : Gugeline, opéra op. 18 ;
- 1905 : Der Heiligenschein, opéra sans op. (inachevé) ;
- 1906 : Allegorisches Festspiel, musique de scène sans op. ;
- 1907 : Epilog, musique de scène sans op.

### Lieder
- Fünf Lieder op. 4 (1878-1886)
  1. Gruß (Otto Gensichen)
  2. Die Verlassene (Hermann Lingg)
  3. Im Mai (Wilhelm Osterwald)
  4. Allerseelen (Herman von Gilm)
  5. Ganymed (Robert Hammerling)
- Drei Frauenlieder von Karl Stieler, op. 5 (1889)
  1. Klage
  2. Sommermorgen
  3. Es Klingt Der Lärm Der Welt
- Fünf Lieder op. 19 (1901)
  1. Die Kleine (Joseph von Eichendorff)
  2. Sommermittag (Theodor Storm)
  3. Des Narren Regenlied (Otto Julius Bierbaum)
  4. Frau Nachtigall (Des Knaben Wunderhorn)
  5. Spinnerlied (Des Knaben Wunderhorn)
- Drei Gesänge, op. 12 (1898)
  1. Waldeinsamkeit (Heinrich Leuthold)
  2. Die Nacht (Hermann von Gilm)
  3. Die Stille Stadt (Richard Dehmel)
- Drei Lieder Nach Gedichten von Otto Julius Bierbaum, op. 15
  1. Mädchenlied
  2. Sehnsucht
  3. Lied Der Jungen Hexe
- Drei Lieder Nach Gedichten von Clemens Brentano, op. 24 (1902)
  1. Wenn Die Sonne Weggegangen
  2. Der Spinnerin Lied
  3. Ich Wollt' Ein Sträßlein Binden
- Drei Lieder Nach Gedichten von Eichendorff, op. 26
  1. Zauberblick
  2. Der Traurige Jäger
  3. Seliges Vergessen
- Drei Lieder Für Drei Frauenstimmen Solo Nach Gedichten von Joseph von Eichendorff, op. 31 (1904)
  1. Der Schalk
  2. Waldeinsamkeit
  3. Elfen
- Drei Mädchenlieder Nach Gedichten von Wilhelm Hertz, op. 36 (1906)
  1. Komm, Süßer Schlaf
  2. Mein Engel Hute Dein
  3. Lezter Wunsch

## Discographie
- Lieder, op. 4, 5, 12, 15, 19, 24, 31, 36 – Sophie Bevan, soprano ; Jennifer Johnston, mezzo-soprano ; Mary Bevan, soprano ; Joseph Middleton, piano (2012, 2 CD Champs Hill CHRCD063)